# Estación de Fontaine-Valmont
La estación de Fontaine-Valmont es una estación de tren belga situada en Merbes-le-Château, en la provincia de Henao, región Valona.
Pertenece a la línea  de S-Trein Charleroi.

## Situación ferroviaria
La estación se encuentra en la línea 130 (Charleroi-Erquelinnes-frontière).

## Intermodalidad
| Línea | Procedencia           | Parada                | Destino          |
| ----- | --------------------- | --------------------- | ---------------- |
| 108   | BINCHE Kursaal-Postes | FONTAINE-VALMONT Pont | ERQUELINNES SNCB |
| 134   | ERQUELINNES SNCB      | FONTAINE-VALMONT Pont | MONS SNCB        |